# Oscar (mitologia irlandese)
Oscar (oscara = "cervo / amico del dio") è una figura del ciclo feniano della mitologia irlandese. È il figlio di Oisín (a sua volta figlio dell'eroe Fionn mac Cumhail) e Niamh, e fratello di Plor na mBan. La sua sposa si chiama Malvina. Sebbene possibilmente un'aggiunta successiva al ciclo, Oscar è un personaggio popolare, ed appare in primo piano in numerosi racconti successivi del ciclo feniano, servendo suo nonno come uno dei Fianna.
La sua morte è descritta nella storia Cath Gabhra (La battaglia di Gabhra), che contrappone i sempre più corrotti Fianna all'esercito del sommo re Cairbre Lifechair. Cairbre, aiutato da guerrieri Fianna disertori fedeli a Goll mac Morna, riceve il colpo di grazia da Oscar, ma lo ferisce mortalmente con le sue catene d'acciaio come atto finale. La morte di Oscar fa piangere Fionn per l'unica volta nella sua vita e rappresenta il colpo finale alla forza dei Fianna.